# Чо Ин Сон
Чо Ин Сон (кор. 조인성; род. 28 июля 1981, Сеул, Республика Корея) — южнокорейский актёр кино и телевидения. Получил широкое признание у публики благодаря главным ролям в таких телесериалах, как «Воспоминания о Бали» (2004), «Этой зимой дует ветер» (2013) и «Всё в порядке, это любовь» (2014), а также в фильмах «Классика» (2003), «Карнавал бесчестия» (2006), «Ледяной цветок» (2008), «Король» (2017) и «Крепость Анси» (2018).

## Ранние годы
Чо Ин Сон родился 28 июля 1981 года в восточной части Сеула, Кандонгу. Старший из двух сыновей. С младших классов занимается баскетболом, также имеет чёрный пояс по тхэквондо.

## Карьера

### 1998–2002: Начало карьеры
Чо начал карьеру в 1998 году в качестве модели для бренда одежды Ziozia. Актёрский дебют состоялся спустя год в ситкоме MBC «Прыжок».
Чо впервые обратил на себя внимание публики, сыграв второстепенную роль в телесериале «Фортепиано» в 2001 году. Через год получил свою первую главную роль в дораме «Поймай свою звезду» вместе с Чон До Ён.

### 2003–2008: Прорыв
В 2003 году снялся в трёх мелодрамах, в частности в «Классике» с Сон Е Джин и Чо Сын У.
В 2004 году Чо Ин Сон вернулся на телевидение с дорамой «Воспоминания о Бали». Сериал получил большой успех, а его финальный эпизод достиг 39,7% рейтинга аудитории. Чо выиграл награду «Лучшая мужская роль» на премиях Baeksang Arts Awards и SBS Drama Awards.
Чо несколько раз сотрудничал с известным режиссёром Ю Ха: в 2006 году он снялся в фильме «Карнавал бесчестия» в роли харизматичного мелкого гангстера. В 2008 году в «Ледяном цветке», где Чо Ин Соп сыграл роль королевского телохранителя, попавшего в любовный треугольник между королём и королевой.

### 2009–2012: Военная служба
7 апреля 2009 года Чо поступил на двухлетнюю обязательную военную службу. Он прослужил 25 месяцев в Военно-воздушных силах и военном оркестре ВВС и был уволен 4 мая 2011 года.
После истечения контракта с агентством SidusHQ Чо присоединился к IOK Company в марте 2012 года.

### 2013–н. в: Возвращение на экраны
В 2013 году снялся в дораме «Этой зимой дует ветер» вместе с Сон Хё Ге. Сериал занимал первое место в своём временном интервале на протяжении большей части своего показа, а Чо и Сон получили похвалу за их актёрскую игру. Через год он появился в мелодраме SBS «Всё в порядке, это любовь» с Гон Хё Джин. Чо получил Дэсан (Главный приз), высшую награду для телевидения на премии APAN Star Awards.
В 2016 году был избран послом Национальной налоговой службы вместе с Чхве Чжи У.
В 2017 году Чо снялся в криминальном триллере «Король» вместе с Чон У Суном. В 2018 году вышел исторический фильм «Крепость Анси» с его участием.

## Фильмография
| Год  |   | Русское название          | Оригинальное название | Роль                        |
| ---- | - | ------------------------- | --------------------- | --------------------------- |
| 1999 | с | Прыжок                    | 점프                  |                             |
| 2000 | с | Школа                     | 학교                  | Ким Сок Джу                 |
| 2000 | с | Без остановки             | 논스톱                | Чо Ин Сон                   |
| 2001 | с | Фортепиано                | 피아노                | Ли Кён Хо                   |
| 2002 | с | Великая мечта             | 大望 / 대망           | молодой Ли Су, камео        |
| 2002 | с | Поймай свою звезду        | 별을 쏘다             | Гу Сон Тэ                   |
| 2002 | ф | Общественный туалет       | 화장실, 어디에요?     | Чо                          |
| 2003 | ф | Мадлен                    | 마들렌                | Кан Джи Сок                 |
| 2003 | ф | Классика                  | 클래식                | О Сан Мин                   |
| 2003 | ф | Любовь севера и юга       | 남남북녀              | Ким Чоль Су                 |
| 2004 | с | Воспоминания о Бали       | 발리에서 생긴 일      | Чон Джэ Мин                 |
| 2005 | с | Весенние дни              | 봄날                  | Го Ын Соп                   |
| 2006 | ф | Карнавал бесчестия        | 비열한 거리           | Ким Бён Ду                  |
| 2008 | ф | Ледяной цветок            | 쌍화점                | Хон Рим                     |
| 2013 | с | Этой зимой дует ветер     | 그 겨울, 바람이 분다  | О Су                        |
| 2013 | с | Всё в порядке, это любовь | 괜찮아, 사랑이야      | Чан Дже Ёль                 |
| 2016 | с | Дорогие мои друзья        | 디어 마이 프렌즈      | Со Ён Ха, специальный гость |
| 2017 | ф | Король                    | 더 킹                 | Пак Тэ Су                   |
| 2018 | ф | Крепость Анси             | 안시성                | Ян Манчун                   |
| 2021 | ф | Побег из Могадишо         | 모가디슈              | Кан Дэ Чжин                 |
| 2026 | ф | Надежда                   | Hope                  | Сон Ки                      |